# Esclarmonde de Foix
Esclarmonde de Foix, Esclarmonde Wielka (ur. po 1151, zm. 1215) – pani na L'Isle-Jourdain, działaczka ruchu katarskiego w XIII-wiecznej Francji.

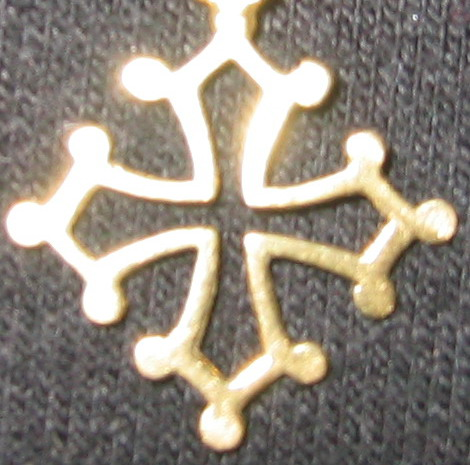
Krzyż katarów

## Życiorys

### Rodzina

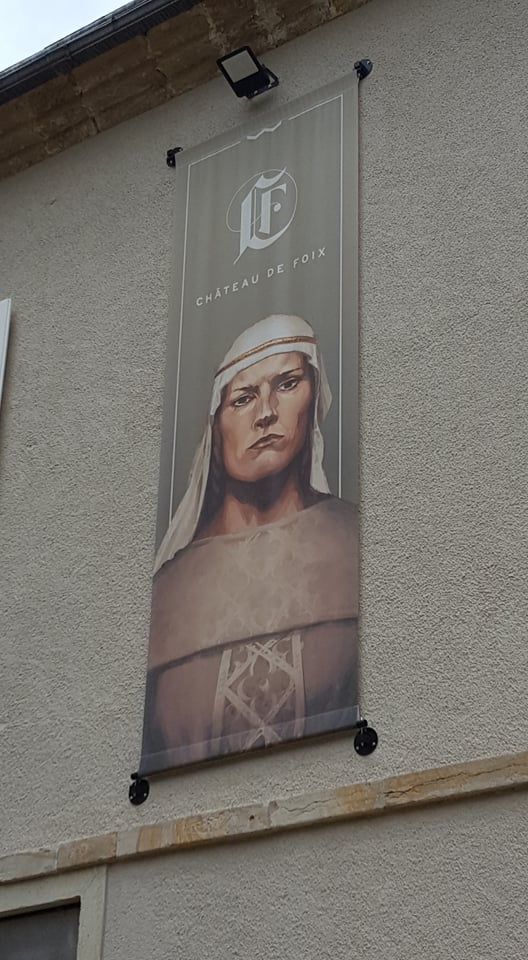
Portret Esclarmonde de Foix umieszczony na ścianie zewnętrznej zamku we Foix.

Esclarmonde de Foix urodziła się jako córka Rogera Bernarda I, hrabiego Foix, i jego żony – Cecylii de Trencavel, córki Rajmonda I Trencavel, wicehrabiego Carcassonne, Béziers i Albi. Imię Esclarmonde w języku okcytańskim oznacza Światło świata. Esclarmonde była siostrą Rajmunda Rogera, hrabiego Foix. W 1175 r. poślubiła Jordana III de L’Isle-Jourdain, pana L’Isle-Jourdain. Para miała kilkoro dzieci, w tym Bernarda, dziedzica tytułu, Escaronię, Obicę, Jordana, Othona-Bernarda oraz Philippa. Owdowiała w 1204 r. i mniej więcej w tym czasie zmieniła wyznanie z katolicyzmu na kataryzm.

### Życie duchowe
W 1204 r. w Fanjeaux, z rąk biskupa katarskiego Guilhaberta de Castres, wraz z trzema innymi wysoko urodzonymi kobietami; Aude de Fanjeaux, Fays de Durfort i Raymonde de Saint-Germain, otrzymała sakrament katarów – consolamentum i tym samym została Doskonałą (Doskonali pełnili funkcje duchownych i nauczycieli katarskich). Ceremonii przyglądał się jej brat Rajmund Roger de Foix oraz wielu zgromadzonych gości: Bernard de Durfort wraz z synem Rajmondem, Pierre de Saint-Michel, mąż Raymonde de Saint-Germain, Isarn-Bernard, syn Aude de Fanjeaux. Obecni byli również: rycerz Guilhem z żoną Raymonde, ich córka Esclarmonde, Rajmond i Turque Ferrand, Rajmond-Amiel oraz Saure de Mortier wraz z najstarszym synem Amielem; Bernard i Othon de Clas-Fratoas, Gental i Pierre-Amiel de Brau oraz Arnaud Jubileu i inni.

### Konferencja w Pamiers

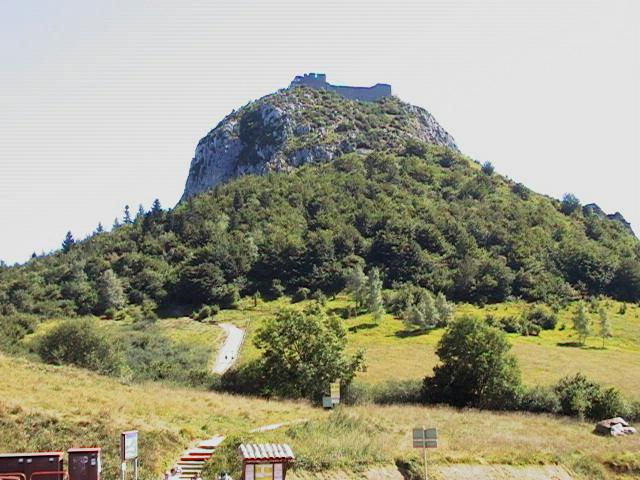
Potężna forteca Montségur

Esclarmonde osiadła w Pamiers i prawdopodobnie była jedną z osób, od których wyszła inicjatywa odbudowy fortecy Montségur. W 1207 r. wzięła udział w konferencji w Pamiers, zorganizowanej przez Rajmonda-Rogera de Foix. Była to ostatnia debata pomiędzy katarami a kościołem katolickim. Katolików reprezentowali Dominik Guzmán – późniejszy organizator zakonu dominikanów, Diego de Acebo – biskup Osmy, Folquet de Marseille – biskup Tuluzy oraz Navarrus d'Acqs – biskup Couserans. Obecnych było również kilku opatów, w tym Vital z Saint-Antonin-Noble-Val. Stronę przeciwną reprezentowali nie tylko katarzy, jak Gaucelin (lub Gaucelm) – katarski biskup Tuluzy, Esclarmonde de Foix, Benoît de Termes oraz Guilhabert de Castres. Obecny byli także waldensi wraz z Durandem z Huesca na czele. Obrady prowadził waldens, Arnaud de Crampagna. Rok później papież Innocenty III ogłosił krucjatę przeciwko albigensom (w tym również katarom).
Esclarmonde była również odpowiedzialna za założenie kilku szkół dla dziewcząt i szpitali w regionie. Wraz z żoną swojego brata – Filipą, prowadziła dom doskonałych w Dun, w Pirenejach. Za swą działalność obdarzona została tytułem la Grande Esclarmonde - Esclarmonde Wielkiej.

### Seksizm
W trakcie dysputy w Pamiers, katolicki brat zakonny Etienne de la Miséricorde próbował odebrać głos Esclarmonde, krzycząc: Pani, idź i pokręć swoją przęślicą, nie wypada Tobie przemawiać na takich spotkaniach.

### Dziedzictwo
Dzisiaj Esclarmonde de Foix jest patronką zakonu świeckiego św. Esclarmonde, powstałego z fundacji dwóch kościołów gnostyckich – Gnostycznego Kościoła Św. Marii Magdaleny i Apostolskiego Kościoła Joannitów. Według Jordana Stratforda z Vancouver z Apostolskiego Kościoła Joannitów, św. Esclarmonde była zmitologizowana w czasach napoleońskich we Francji i nazywano ją katarską Joanną d’Arc. Stała się wtedy symbolem odrodzenia sztuki i mistycyzmu w XIX wieku. Jedna z legend mówi, że kiedy katoliccy inkwizytorzy przyszli po Esclarmonde, żeby zaprowadzić ją na egzekucję, ona zmieniła się w gołębicę i odleciała w dal.
W latach 1976 do 1978 Uniwersytet Winnipeg oferował studentom stypendium im. Esclarmonde de Foix.